# Bitva u Fehmarnu
Bitva u Fehmarnu se odehrála 24. dubna 1715, během Severní války. Vítězství se připsalo na stranu dánské eskadry pod velením Gabela, která zajala pět ze šesti švédských lodí pod velením Wachtmeistera, avšak za cenu 65 mrtvých a 224 zraněných. 

## Zapojené lodě

### Dánsko (Gabel)
Prinds Christian 76
Prinds Carl 54
Prinds Wilhelm 54
Delmenhorst 50
Fyen 50
Island 50
Laaland 50
Højenhald 30
Raae 34
Løvendals Gallej 20
3 malé loďě
1 hasičská loď

### Švédsko (Wachtmeister)
Nordstjerna 76 – na mělčině, zajata další den
Princessa Hedvig Sophia 76 – na mělčině, zajata další den a později potopena
Södermanland 56 – na mělčině, zajata další den
Göteborg 50 – na mělčině, zajata další den
Hvita Örn 30 – zajata
Falk 26 – na mělčině, zajata další den

## Související
- Severní válka